# تاريخ الكنيسة الكاثوليكية في اليابان
وصل التبشيريون المسيحيون إلى اليابان بقدوم فرنسيس كسفاريوس واليسوعيين في أربعينيات القرن السادس عشر وازدهروا لفترة قصيرة فجعلوا أكثر من 100,000 شخص يعتنق المسيحية من بينهم الكثير من الداي-ميو في كيوشو. سرعان ما واجهتهم مقاومة من أعلى المناصب في اليابان. أقر الإمبراطور أوغيماتشي عددًا من المراسيم تحظر الكاثوليكية في عامي 1565 و1568 دون أثر يذكر. ابتداءً من عام 1587 مع حظر وصي العرش الإمبراطوري تويوتومي هيده-يوشي المبشرين اليسوعيين، قمعت المسيحية باعتبارها خطرًا على الوحدة الوطنية. لم تعد المسيحية موجودة علنًا بعد أن حظرتها شوغونية توكوغاوا عام 1620. توارى الكثير من الكاثوليك عن الأنظار ليصبحوا المسيحيين المتخفين (كاكوري كيريشتيان) وفقد آخرون حياتهم. لم تُبعث المسيحية مجددًا في اليابان إلا بعد استعراش مييجي.

## الخلفية
وصلت السفن البرتغالية إلى اليابان عام 1543 وبدأت النشاطات الكاثوليكية التبشيرية بشكل جدي نحو عام 1549، نفذها اليسوعيون برعاية برتغالية بشكل أساسي إلى أن تمكن الفرنسيسكان والدومينيكان برعاية إسبانية من الوصول إلى اليابان. من بين اليسوعيين البالغ عددهم 95 الذين عملوا في اليابان حتى عام 1600، 57 برتغاليًا و20 إسبانيًا و18 إيطاليًا. كان فرنسيسكو كسفاريوس وكوسمي دي تورز (كاهن يسوعي) وخوان فيرنانديز من أوائل الذين وصلوا إلى كاغوشيما على أمل نشر الكاثوليكية في اليابان.
كان الهدف الرئيس للتبشيريين إنقاذ الأرواح من أجل الله. لكن الدين كان جزءًا أساسيًا في الدولة وكان يُنظر إلى التبشير على أنه ينطوي على فوائد دينية وغير دينية لكل من البرتغال وإسبانيا. حيثما حاولت هاتان القوتان توسيع أراضيهما ومد نفوذهما، أتى المبشرون مباشرة. قسمت القوتان من خلال معاهدة توردسيلاس العالم إلى مناطق نفوذ وتجارة واستعمار حصرية. لم يكن هناك اتصال مباشر بين اليابان وأي من الدولتين خلال وقت ترسيم الحدود، لكن اليابان وقعت ضمن دائرة النفوذ البرتغالية.
تنازعت الدولتان على اليابان. نظرًا لعدم قدرة أي منهما على استعمارها، عنى امتلاك الحق الحصري لنشر المسيحية في اليابان امتلاك الحق الحصري للتجارة معها. أخذ اليسوعيون برعاية البرتغال وتحت قيادة أليساندرو فاليغنانو زمام المبادرة بالتبشير في اليابان على الرغم من معارضة الإسبان. وافق المرسوم الباباوي للبابا غريغوريوس الثالث عشر عام 1575 على الأمر الواقع وقرر أن اليابان تنتمي إلى أبرشية ماكاو البرتغالية. في عام 1588، تأسست أبرشية فوناي (منطقة فوناي المتمركزة في ناغازاكي) تحت الحماية البرتغالية.
دخلت جماعات الدراويش برعاية إسبانية إلى اليابان عبر مانيلا لتنافس اليسوعيين. وانتقدت الأنشطة اليسوعية وضغطت في نفس الوقت على البابا بجدية. نتج عن حملاتهم مرسوم البابا كليمنت الثامن عام 1600 القاضي بالسماح للرهبان الإسبان بدخول اليابان عبر الهند البرتغالية ومرسوم البابا بولس الخامس عام 1608 الذي ألغى القيود المفروضة على الطريق. اتهم البرتغاليون اليسوعيين الإسبان بالعمل من أجل وطنهم عوضًا عن راعيهم. سبب صراع القوة بين اليسوعيين وجماعات الدراويش شقاقًا داخل أبرشية فوناي. وحاولت جماعات الدراويش تأسيس أبرشية في منطقة توهوكو مستقلة عن الأبرشية البرتغالية لكنها فشلت في ذلك.
وصلت الصراعات الدينية بين الكاثوليك والبروتستانت إلى اليابان مع وصول التجار الهولنديين والإنكليز في بداية القرن السابع عشر. على الرغم من أن إنكلترا انسحبت من العمليات طوال عشر سنوات في عهد جيمس الأول لقلة أرباحها، واصلت هولندا التبادل التجاري مع اليابان وأصبحت الدولة الأوربية الوحيدة التي حافظت على العلاقات التجارية مع اليابان حتى القرن التاسع عشر. شنت الدول البروتستانتية حملة معادية للكاثوليكية، بسبب التنافس التجاري بينهما، أثرت فيما بعد على سياسات الشوغونية نحو مملكتي إسبانيا والبرتغال.

## فرنسيس كسفاريوس
كان فرنسيس كسفاريوس أول يسوعي يذهب إلى اليابان ليكون مبشرًا. قابل كسفاريوس رجلًا يابانيًا من كاغوشيما اسمه أنجيرو في ملقا البرتغالية في ديسمبر عام 1547. سمع أنجيرو عن كسفاريوس عام 1545 وسافر من كاغوشيما إلى ملقا بهدف لقائه. هرب أنجيرو من اليابان بعد اتهامه بالقتل. وأخبر كسفاريوس بإسهاب عن حياته السابقة وعن عادات وثقافة وطنه. ساعد أنجيرو كسفاريوس من خلال كونه وسيطًا ومترجمًا للبعثة إلى اليابان والتي أصبحت أكثر قابلية للتحقيق. «سألتُ أنجيرو ما إذا كان اليابانيون سيعتنقون المسيحية إذا ذهبت معه إلى هذه البلاد، فأجاب إنهم لن يفعلوا ذلك مباشرةً، بل سيسألونني في البداية الكثير من الأسئلة لينظروا في ما أعرفه. والأهم من ذلك، سيرغبون بمعرفة مدى التوافق بين حياتي وتعاليمي».
عاد كسفاريوس إلى الهند في يناير 1548. كانت الأشهر الخمسة عشر التالية زاخرة بالرحلات والإجراءات الإدارية في الهند. غادر بعدها الهند وسافر إلى شرق آسيا نظرًا لاستيائه مما اعتبره حياة وأخلاقًا غير مسيحية من جانب البرتغاليين الذين أعاقوا العمل التبشيري. غادر غوا في 15 أبريل 1549 وتوقف في ملقا وزار كانتون. رافقه أنجيرو بالإضافة إلى رجلين يابانيين آخرين والأب كوسمي دي تورز والأخ جواو فيرنانديز. أخذ معه هدايا «لملك اليابان» كونه أراد أن يقدم نفسه على أنه السفير البابوي.
وصل كسفاريوس إلى اليابان في 27 يوليو 1549 مع أنجيرو وثلاثة يسوعيين آخرين، لكنه لم يذهب إلى شاطئ كاغوشيما حتى 15 أغسطس، وهو الميناء الأهم لمقاطعة ساتسومي على جزيرة كيوشو. استقبل بمودة لكونه ممثلًا لملك البرتغال واستضافته عائلة أنجيرو حتى أكتوبر 1550. سكن في ياماغوتشي من أكتوبر حتى ديسمبر 1550. غادر كيوتو قبل عيد الميلاد بقليل لكنه لم يتمكن من مقابلة الإمبراطور. عاد إلى ياماغوتشي في مارس 1551 حيث سُمح له بإلقاء المواعظ من قبل زعماء  داي-ميو في المقاطعة. لكنه اضطر إلى الاكتفاء بقراءة الترجمة اليابانية لتعاليم الكنيسة بصوت عالٍ بسبب افتقاره الطلاقة في اللغة اليابانية.
لم يعتنق الشعب الياباني المسيحية بسهولة، إذ كان الكثير منهم بوذيين أو شنتو. حاول فرنسيس محاربة نزعة بعض اليابانيين القائلة إن الرب الذي خلق كل الأشياء ومن ضمنها الشر لا يمكن أن يكون خيّرًا. شكل مفهوم الجحيم أيضًا نقطة إشكال إذ انزعج اليابانيون من فكرة أن أسلافهم يعيشون في الجحيم. على الرغم من اختلاف فرنسيس عنهم دينيًا، شعر أنهم ناس طيبون مثل الأوروبيين وبالإمكان تحويلهم.
جلب كسفاريوس معه لوحات السيدة العذراء (مادونا) والعذراء والطفل. استُخدمت هذه اللوحات لتعليم اليابانيين عن المسيحية. شكل الحاجز اللغوي الهائل عقبة جديدة كون اليابانية تختلف عن اللغات الأخرى التي صادفها التبشيريون سابقًا. كافح فرنسيس لتعلم اللغة لفترة طويلة. وبقيت الأعمال الفنية عنصرًا مهمًا في تعاليم فرنسيس في آسيا.
رحب رهبان شينغون بكسفاريوس كونه استخدم كلمة «ديانيتشي» للإشارة إلى الإله المسيحي وذلك في محاولة لتكييف المفهوم مع التقاليد المحلية. مع تعلم كسفاريوس المزيد عن الفروقات الدينية البسيطة لمعنى الكلمة، غيرها مجددًا إلى «ديوسو» من الكلمة اللاتينية والبرتغالية «ديوس». أدرك الرهبان لاحقًا أن كسفاريوس ينشر تعاليم دين منافس وأصبحوا أكثر عدوانية تجاه محاولات تحويلهم.
كانت اليابان عند وصول كسفاريوس إليها منخرطة بحرب أهلية على مستوى البلاد. لم يكن للإمبراطور أو شوغونية أشيكاغا أي سيطرة على البلاد آنذاك. أراد كسفاريوس في البداية الحصول على إذن من الإمبراطور لتأسيس بعثة لكنه أصيب بخيبة أمل من الدمار الذي لحق بالمقر الإمبراطوري. تقرب اليسوعيون من الداي-ميو في جنوب غرب اليابان ونجحوا بجعل بعضهم يعتنقون المسيحية.  ربما كان أحد أسباب اعتناقهم المسيحية التجارة البرتغالية التي لعب فيها اليسوعيون دور الوسطاء. أدرك اليسوعيون ذلك وتقربوا من الحكام المحليين بعروض تجارية وهدايا غريبة.